# Exetastes gussakovskii
Exetastes gussakovskii là một loài tò vò trong họ Ichneumonidae.